# Samuel Bachner
Samuel Bachner, magyaros névalakban Bachner Sámuel (Nagyszeben, ? – Nagyszeben, 1830. december 10.) erdélyi szász evangélikus lelkész.
Először prédikátor, később lelkész lett Feleken; ezt a tisztet haláláig betöltötte. De lingva latina ex auctoribus classicis secundum ordinem quendam digestis addiscenda címmel latin szöveggyűjteménye jelent meg Nagyszebenben 1802-ben.